# Liste der internationalen Flughäfen in Polen

Karte der polnischen Flughäfen (Jahr 2016)

Die Liste der internationalen Flughäfen in Polen enthält die wichtigsten Flughäfen in Polen. 
Zu den zwölf wichtigsten Flughäfen werden jeweils die Kenndaten IATA-Code, ICAO-Code, die Höhe über dem Meeresspiegel in Meter, das Jahr der Eröffnung, die Klassifizierung, die Nutzung, die Anzahl und Art der Start- und Landebahnen, die Passagierzahlen für das Jahr 2006 inklusive Vergleich zum Vorjahr in Prozent, das Gewicht der Fracht in Tonnen für das Jahr 2005 und die Flugbewegungen für das Jahr 2006 angegeben.

## Erklärung

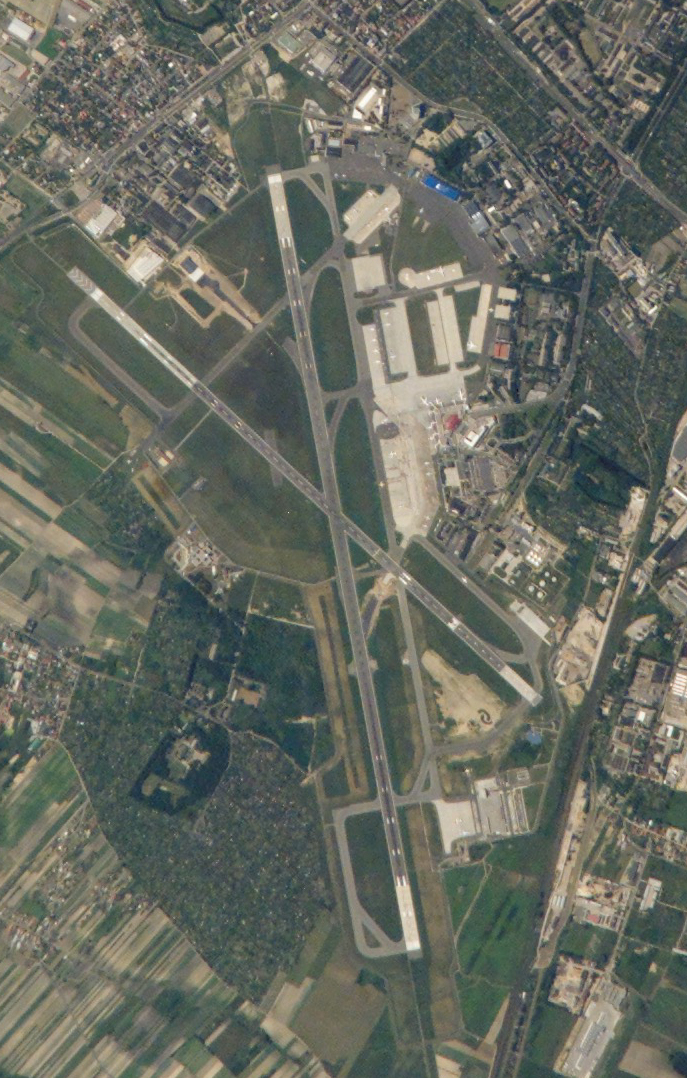
Luftbild Frédéric-Chopin-Flughafen Warschau

- Name des Flughafens: Nennt den Namen des Flughafens sowie eventuelle Zusatzbezeichnungen.
- IATA-Code: Der Code besteht aus einer Kombination von jeweils drei lateinischen Buchstaben und dient zu einer eindeutigen Kennzeichnung der einzelnen Verkehrsflughäfen. Der IATA-Code wird von der International Air Transport Association (IATA) vergeben.
- ICAO-Code: Der ICAO-Code wird von der International Civil Aviation Organization vergeben und besteht aus einer eindeutigen Kombination aus vier lateinischen Buchstaben. Hierbei steht EP für Polen.
- Höhe in m: Gibt die Höhe über dem Meeresspiegel des Flughafens an.[1]
- Eröffnung: Nennt das Jahr, in dem der Flughafen eröffnet wurde.
- Betreiber: Nennt den Betreiber (Operator) des jeweiligen Flughafens.
- Art: Klassifizierung = Unterscheidung in regionale (gekennzeichnet mit REG) und internationale Flughäfen (INT).
- Nutzung: Gibt an, wofür der Flughafen benutzt wird. Das kann sein: Zivil (gekennzeichnet mit Z), Militär (M) oder Allgemeine Luftfahrt (AL).[2]
- R: R steht für runway. Nennt die Zahl der Start-und-Lande-Bahnen des Flughafens. Diese können aus Asphalt (gekennzeichnet mit A), Beton (B) oder Gras (G) bestehen.[1][3]
- Passagiere: Gibt die gesamte Passagierzahl des Flughafens für das Jahr 2007 an. Die Zahl in der Klammer gibt an, um wie viel Prozent sich die Passagierzahl zum Vorjahr erhöht oder gesenkt hat.[4]
- Fracht in t (Tonnen): Gibt die insgesamt auf dem Flughafen transportierte Fracht in Tonnen für das Jahr 2005 an.[5]
- Flugbewegungen: Gibt die gesamten Flugbewegungen des Flughafens für das Jahr 2007 an.

## Flughäfen in Polen
| Name des Flughafens   | IATA- Code | ICAO- Code | Höhe in m | Eröff- nung | Betreiber                                         | Art | Nutz- ung | An- zahl R | Art R | Passagiere (2023) | Fracht in t | Flugbe- wegungen |
| --------------------- | ---------- | ---------- | --------- | ----------- | ------------------------------------------------- | --- | --------- | ---------- | ----- | ----------------- | ----------- | ---------------- |
| Breslau (Wrocław)     | WRO        | EPWR       | 123       | 1938        | Port Lotniczy Wrocław S.A.                        | INT | Z         | 1          | B     | 3.891.553         | 9863        | 25486            |
| Bromberg (Bydgoszcz)  | BZG        | EPBY       | 72        | 2004        | Port Lotniczy Bydgoszcz SA                        | INT | Z         | 1          | B     | 366.067           | 0           | 6574             |
| Danzig (Gdańsk)       | GDN        | EPGD       | 149       | 1910        | Port Lotniczy Gdańsk Spółka z.o.o.                | INT | Z         | 1          | A     | 5.907.280         | 3422        | 43422            |
| Katowice (Pyrzowice)  | KTW        | EPKT       | 303       | 1940        | Górnośląskie Towarzystwo Lotnicze S.A.            | INT | AL        | 1          | B     | 5.609.022         | 16269       | 31729            |
| Krakau-Balice         | KRK        | EPKK       | 241       | 1968        | Międzynarodowy Port Lotniczy Kraków-Balice        | INT | Z         | 1          | B     | 9.404.611         | 3801        | 46200            |
| Lublin                | LUZ        | EPLB       | 203       | 2012        | Port Lotniczy Lublin S.A.                         | INT | Z         | 1          | A     | 398.785           | 0           | 4980             |
| Łódź (Lublinek)       | LCJ        | EPLL       | 158       | 1925        | Port Lotniczy Łódź-Lublinek sp. z o.o             | INT | Z         | 1          | A     | 356.878           | 6567        | 0                |
| Poznań-Ławica         | POZ        | EPPO       | 94        | 1913        | Port Lotniczy Poznań-Ławica sp. z o.o.            | INT | Z, M      | 1          | A     | 2.788.833         | 212         | 24391            |
| Warschau-Radom        | RDO        | EPRA       |           | 2014        | Port Lotniczy Radom-Sadków                        | INT | Z         | 1          | B     | 104.770           |             |                  |
| Rzeszów-Jasionka      | RZE        | EPRZ       | 211       | 1945        | P.P. „Porty Lotnicze“                             | INT | Z         | 2          | GB    | 1.020.189         | 792         | 12629            |
| Stettin-Goleniów      | SZZ        | EPSC       | 47        | 1956        | Szczecin-Goleniów Airport Ltd.                    | INT | Z, M      | 1          | A     | 477.494           | 150         | 8038             |
| Olsztyn-Mazury        | SZY        | EPSY       | 141       | 1996        | Porty Lotnicze „Mazury – Szczytno“ Sp. z o.o.     | REG | Z         | 1          | B     | 112.667           | 0           | 2400             |
| Warschau (Chopin)     | WAW        | EPWA       | 110       | 1910        | Polnische Staatsgemeinschaft für Flughäfen        | INT | Z         | 2          | BB    | 18.499.527        | 84389       | 157044           |
| Warschau (Modlin)     | WMI        | EPMO       | 110       | 2012        | Polnische Staatsgemeinschaft für Flughäfen        | INT | Z         | 1          |       | 3.400.967         | 0           | 133142           |
| Zielona Góra-Babimost | IEG        | EPZG       | 59        | 1957        | Przedsiębiorstwo Państwowe "Porty Lotnicze" (PPL) | REG | Z         | 1          | A     | 53.963            | 0           | 1114             |

- Anmerkung: Daten die nicht bekannt sind, werden mit n. v. (nicht verfügbar) gekennzeichnet.

Grau hinterlegt: Regionale Flughäfen (Spalte „Klassifizierung“)

## Galerie

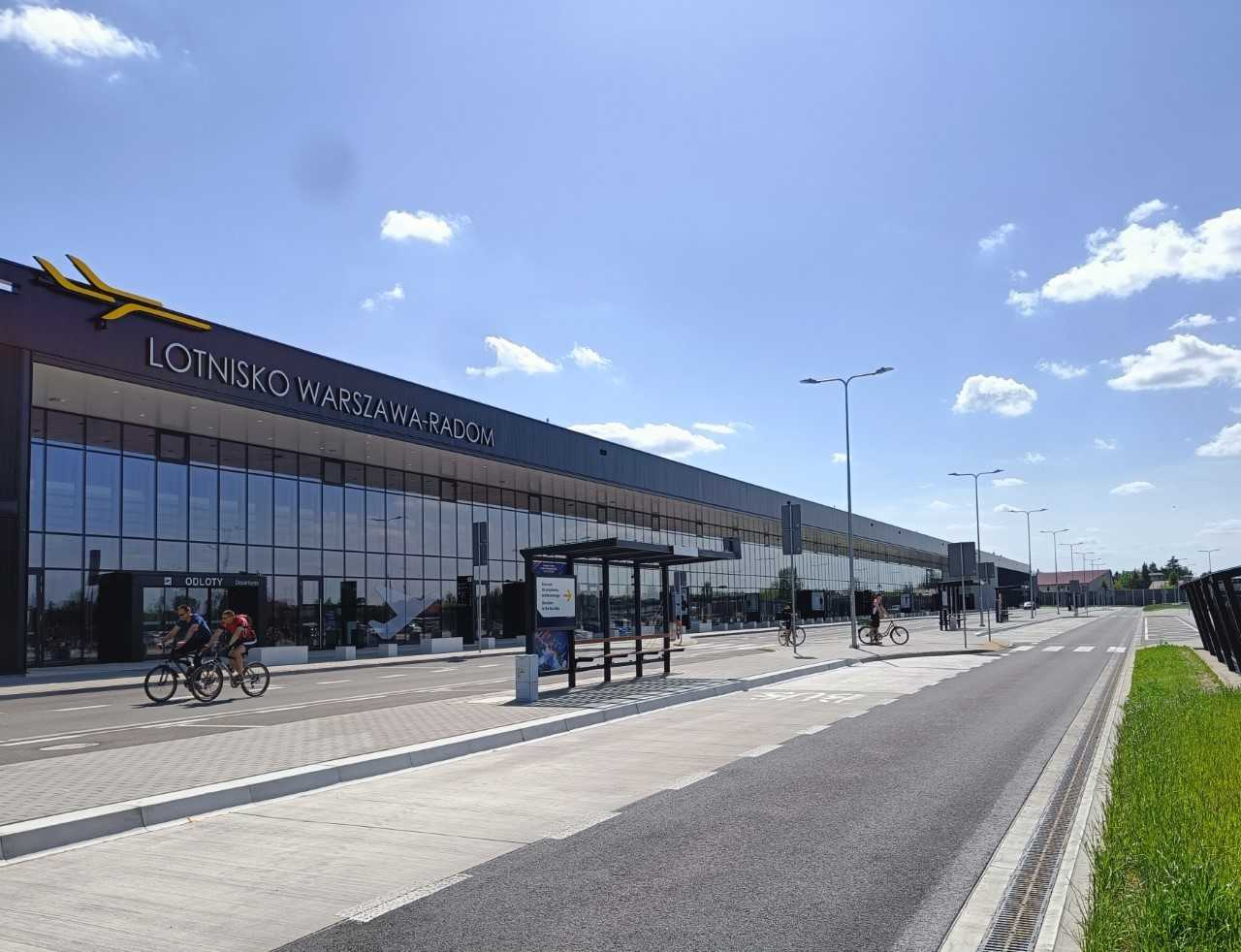
Flughafen Warschau-Radom
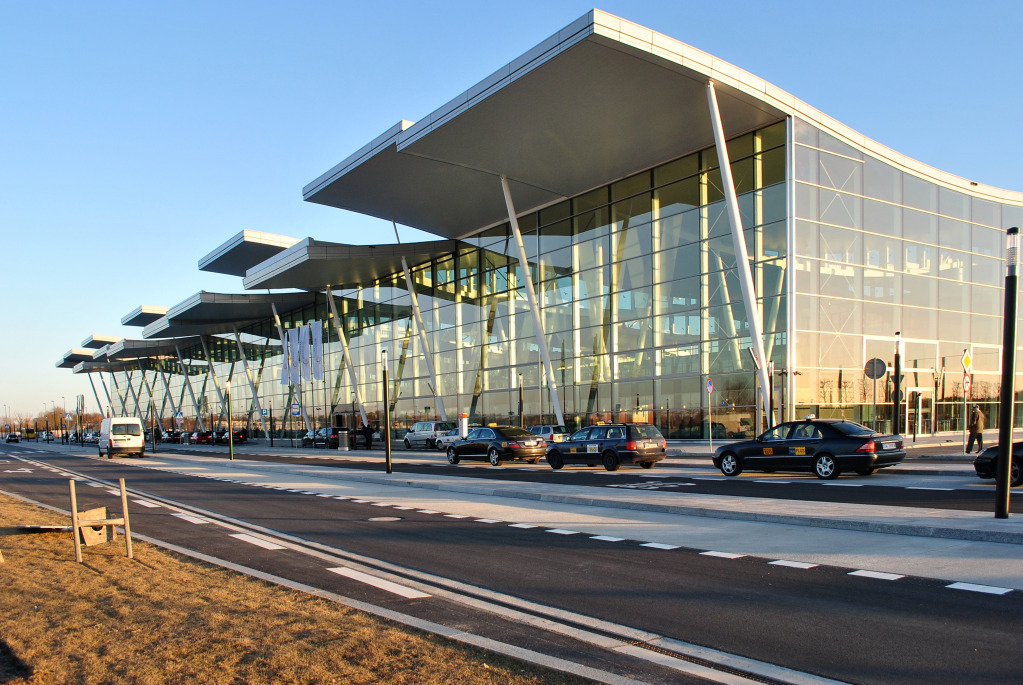
Nikolaus-Kopernikus-Flughafen Breslau
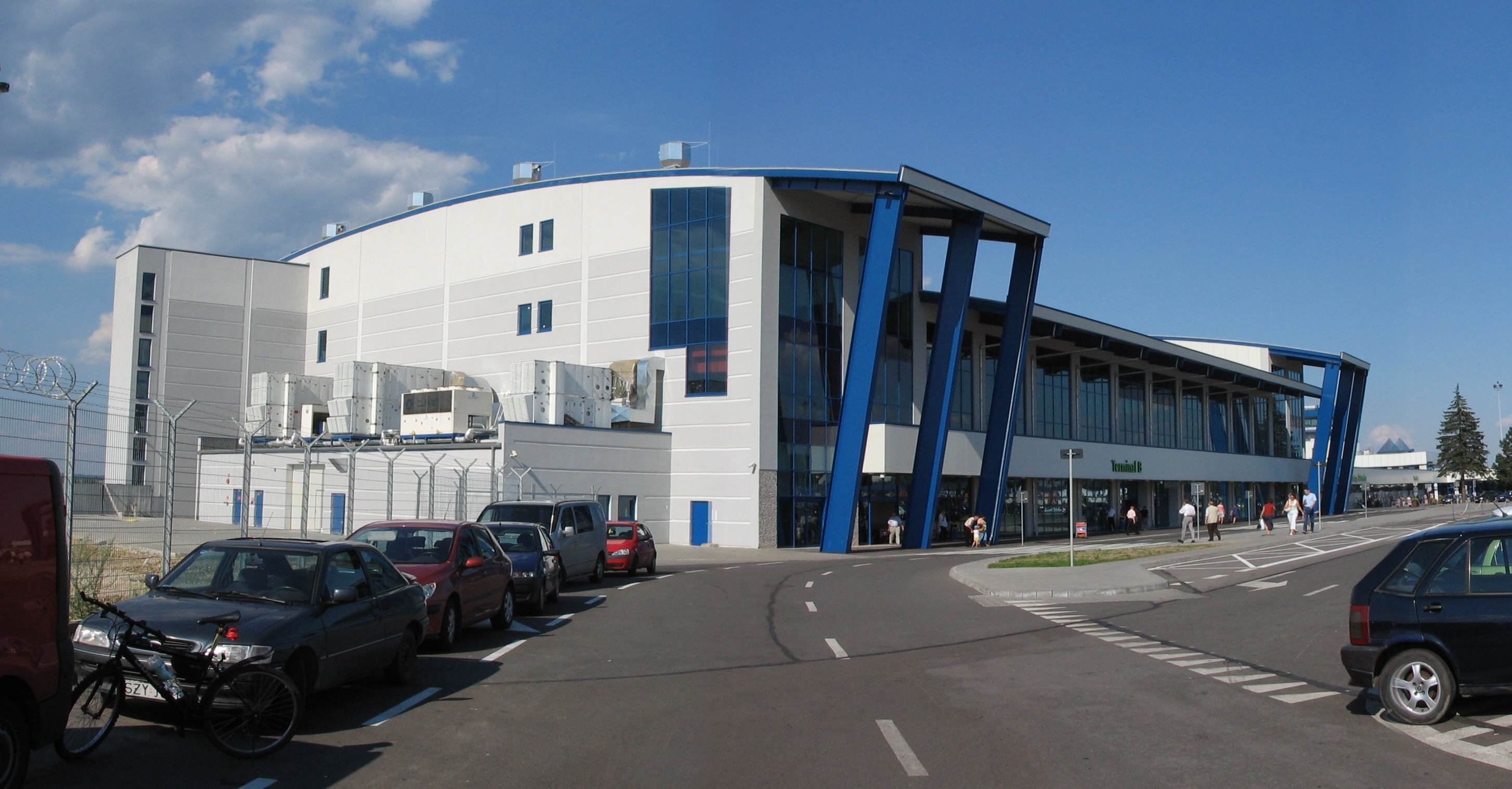
Flughafen Kattowitz
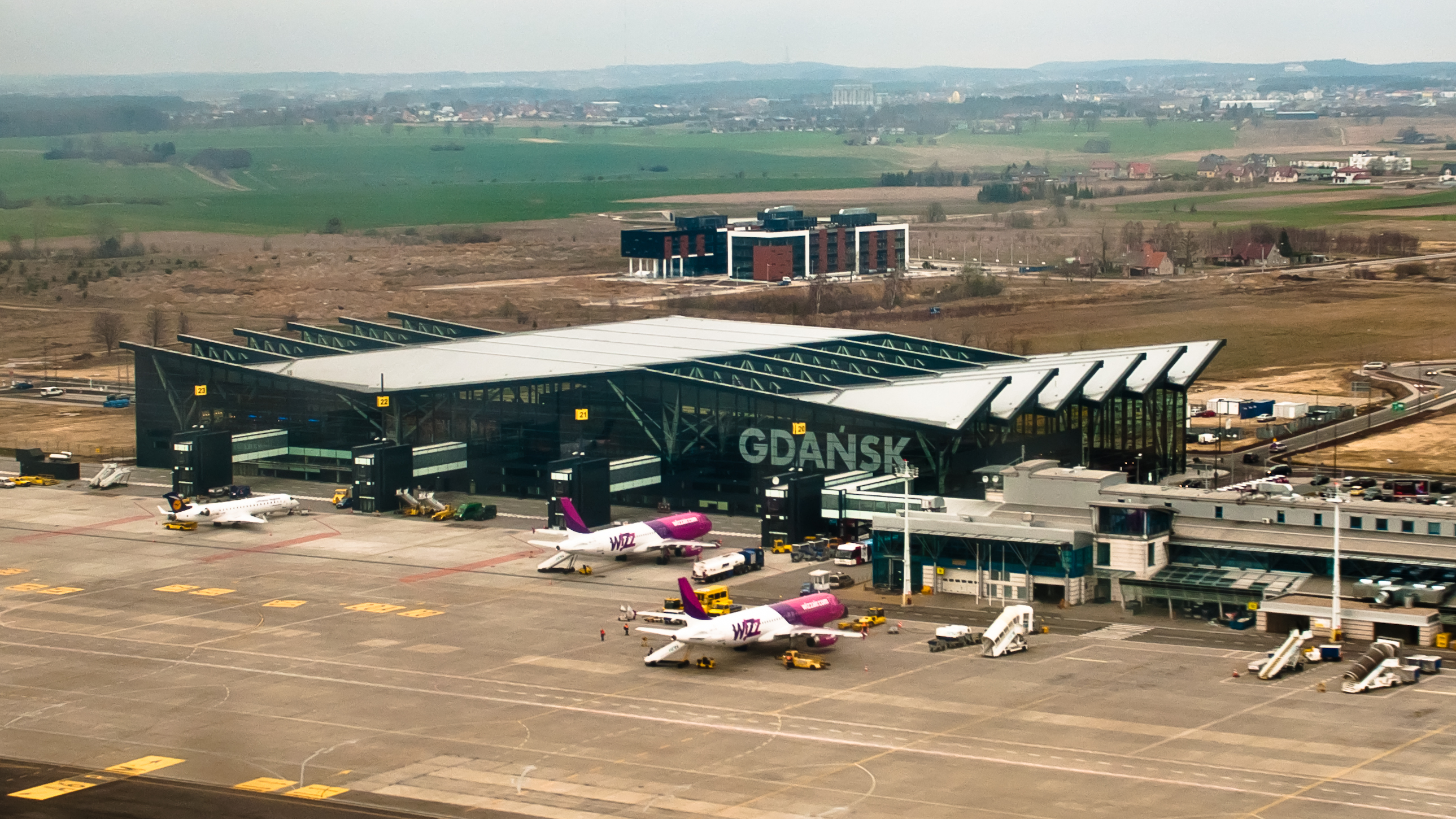
Lech-Wałęsa-Flughafen Danzig
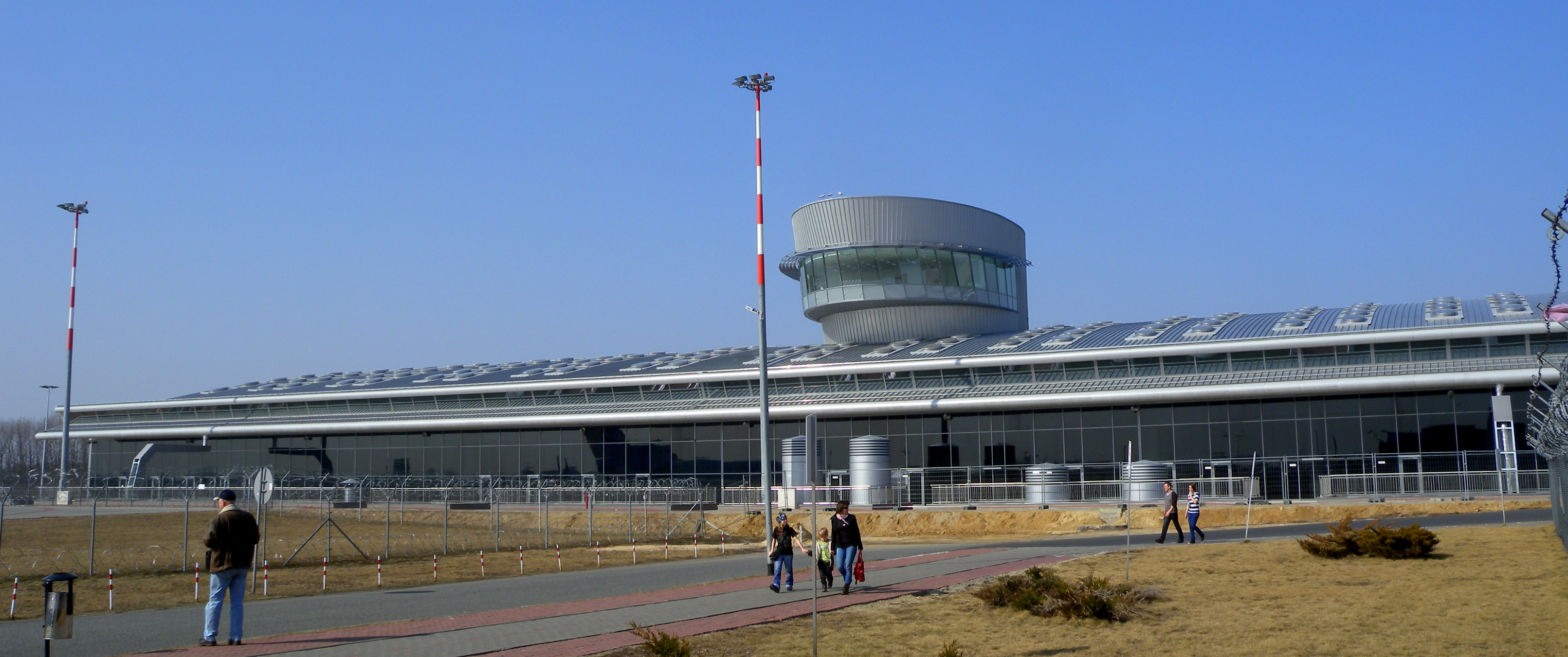
Władysław-Reymont-Flughafen Łódź
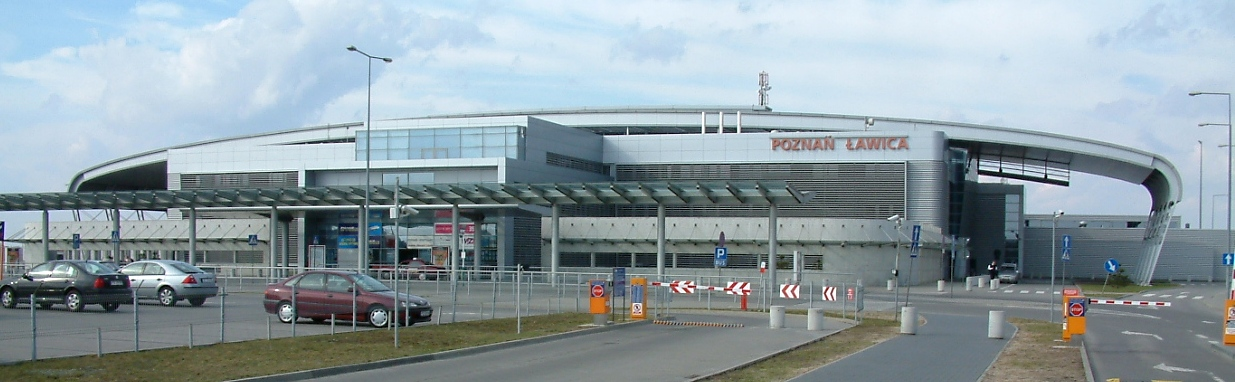
Flughafen Posen-Ławica
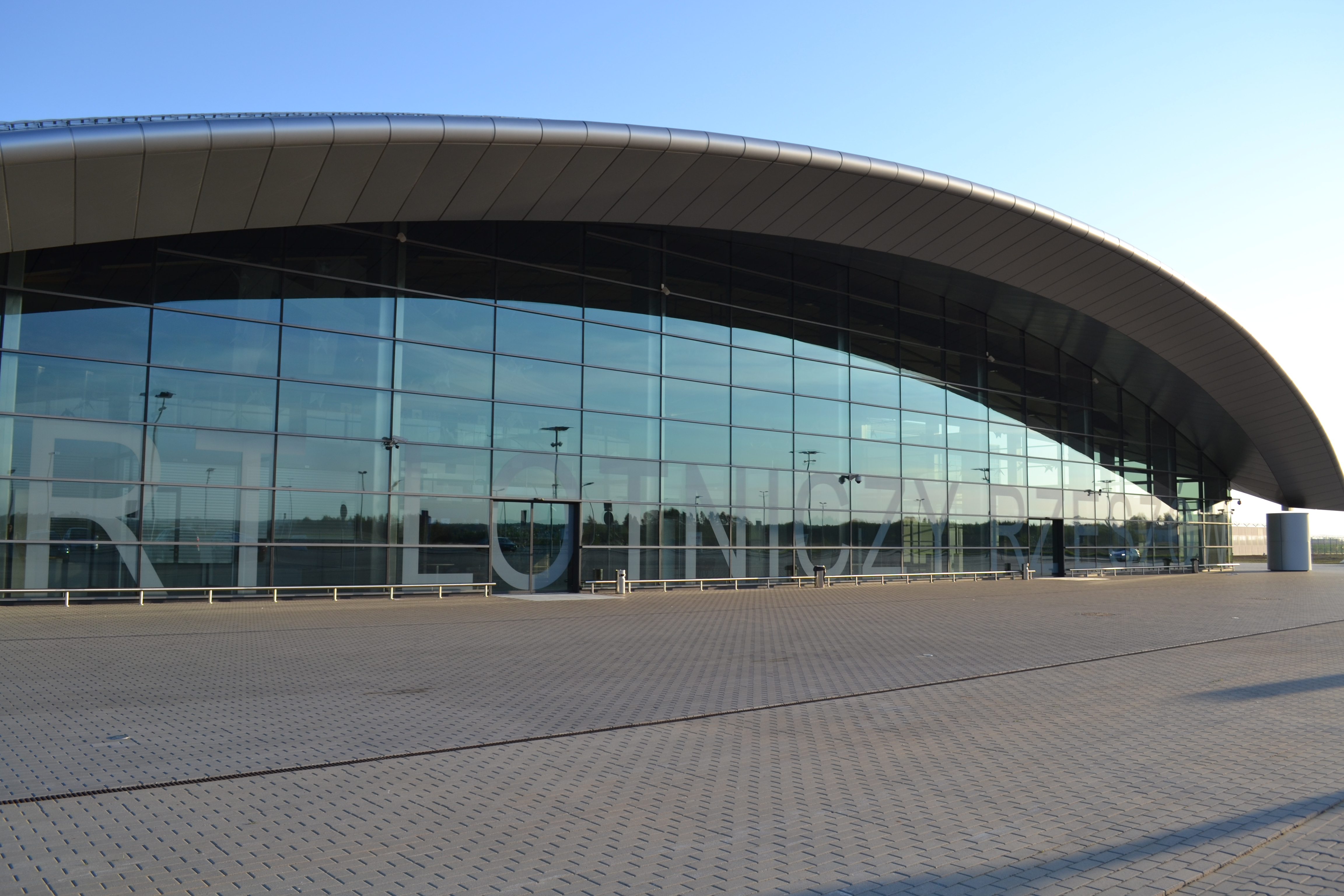
Flughafen Rzeszów-Jasionka
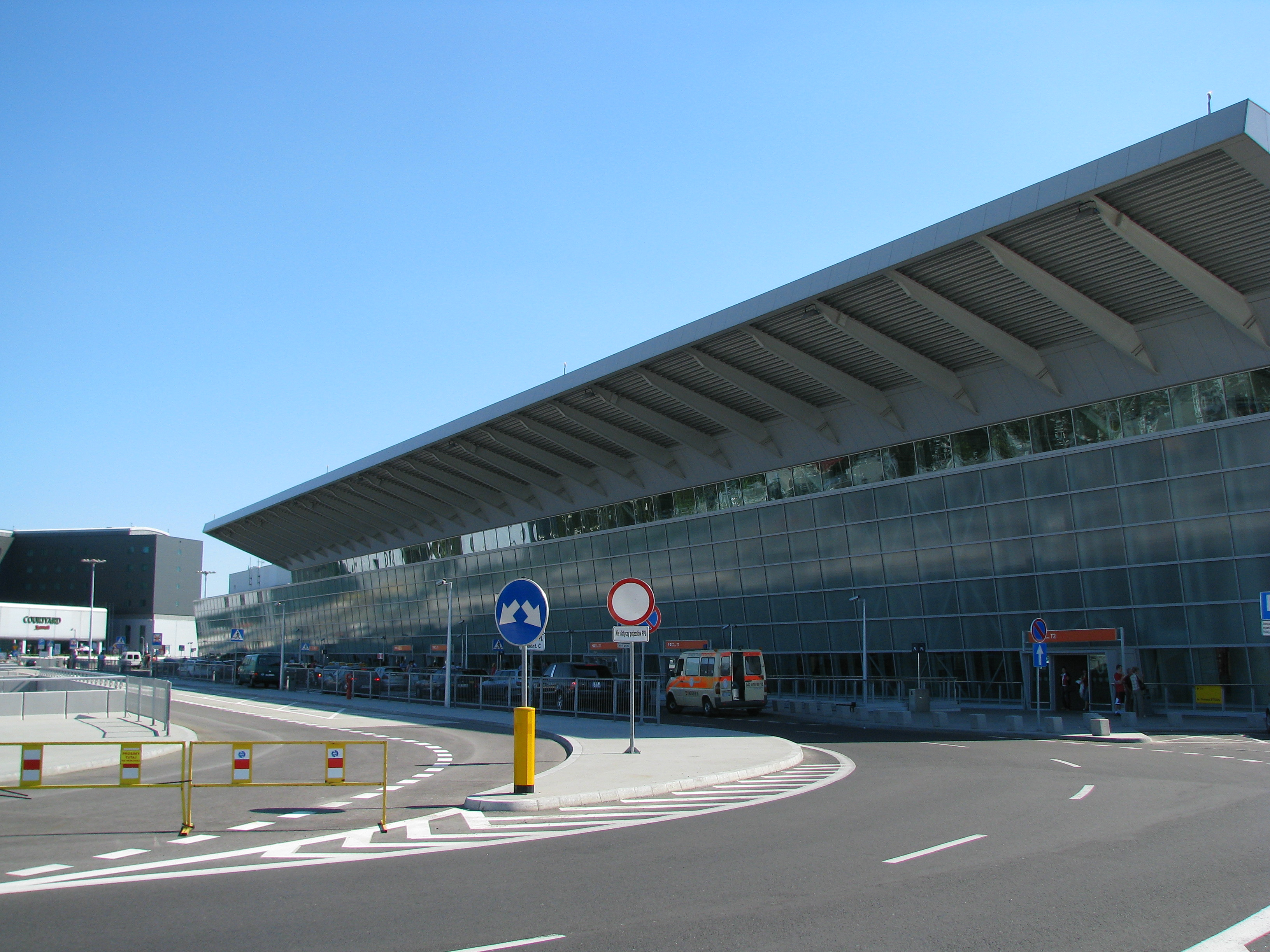
Frédéric-Chopin-Flughafen Warschau
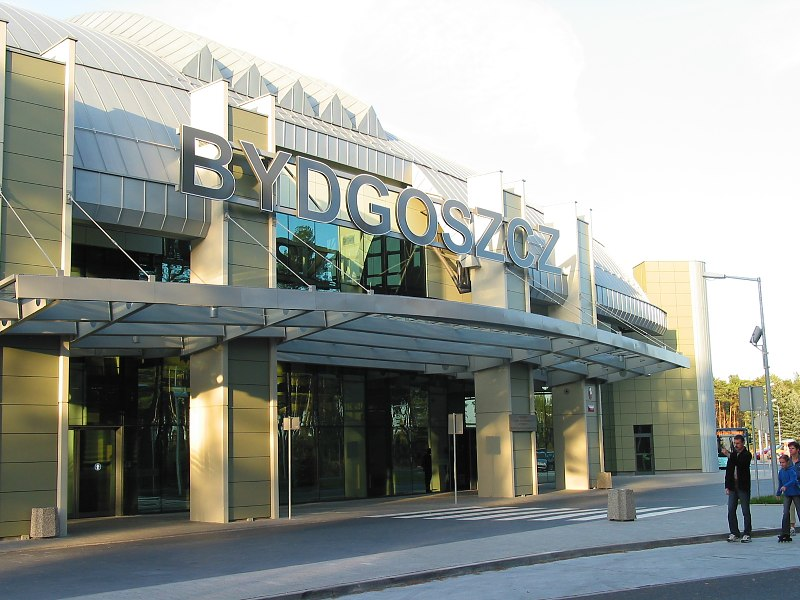
Flughafen Bydgoszcz
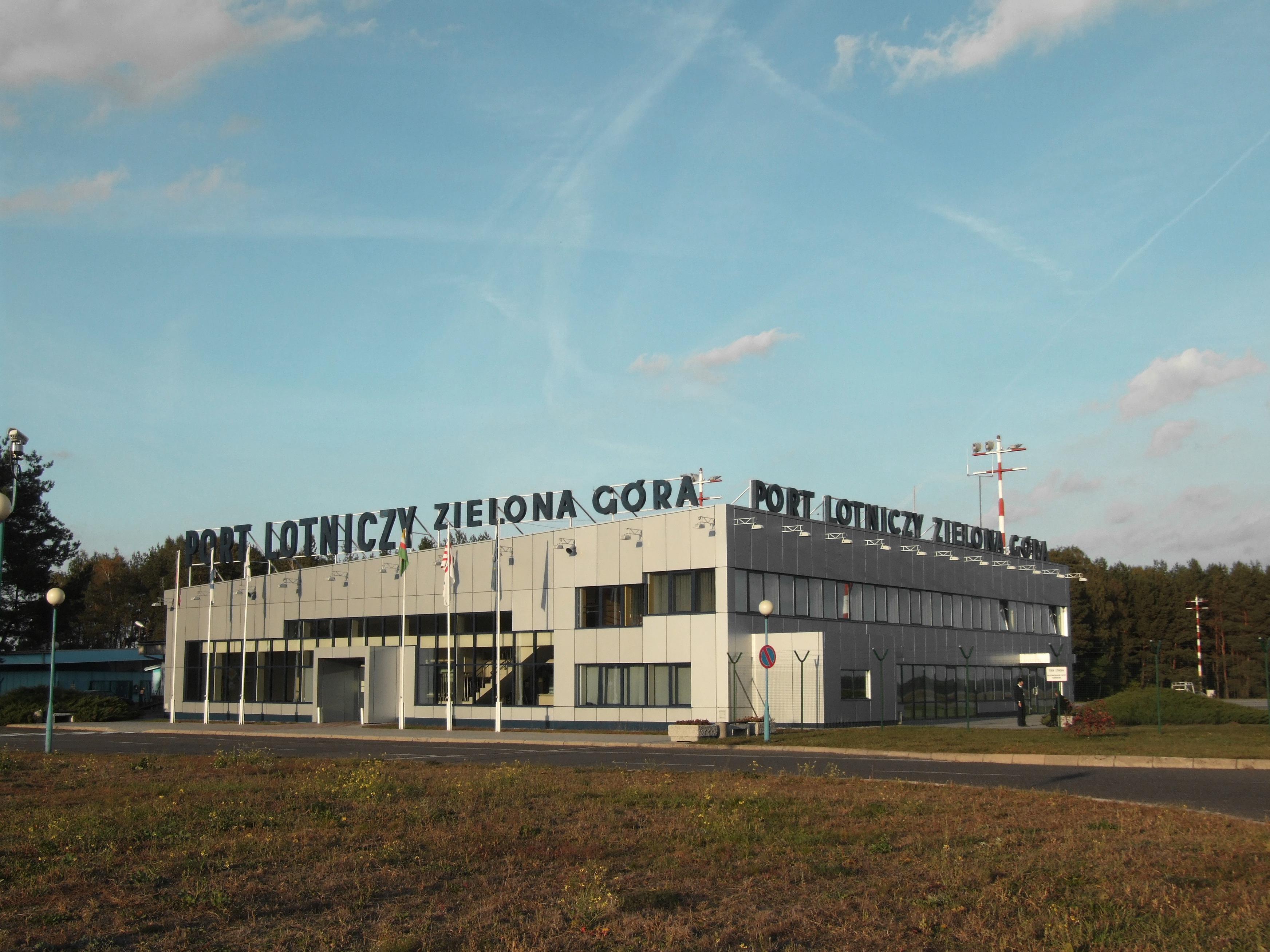
Flughafen Zielona Góra-Babimost
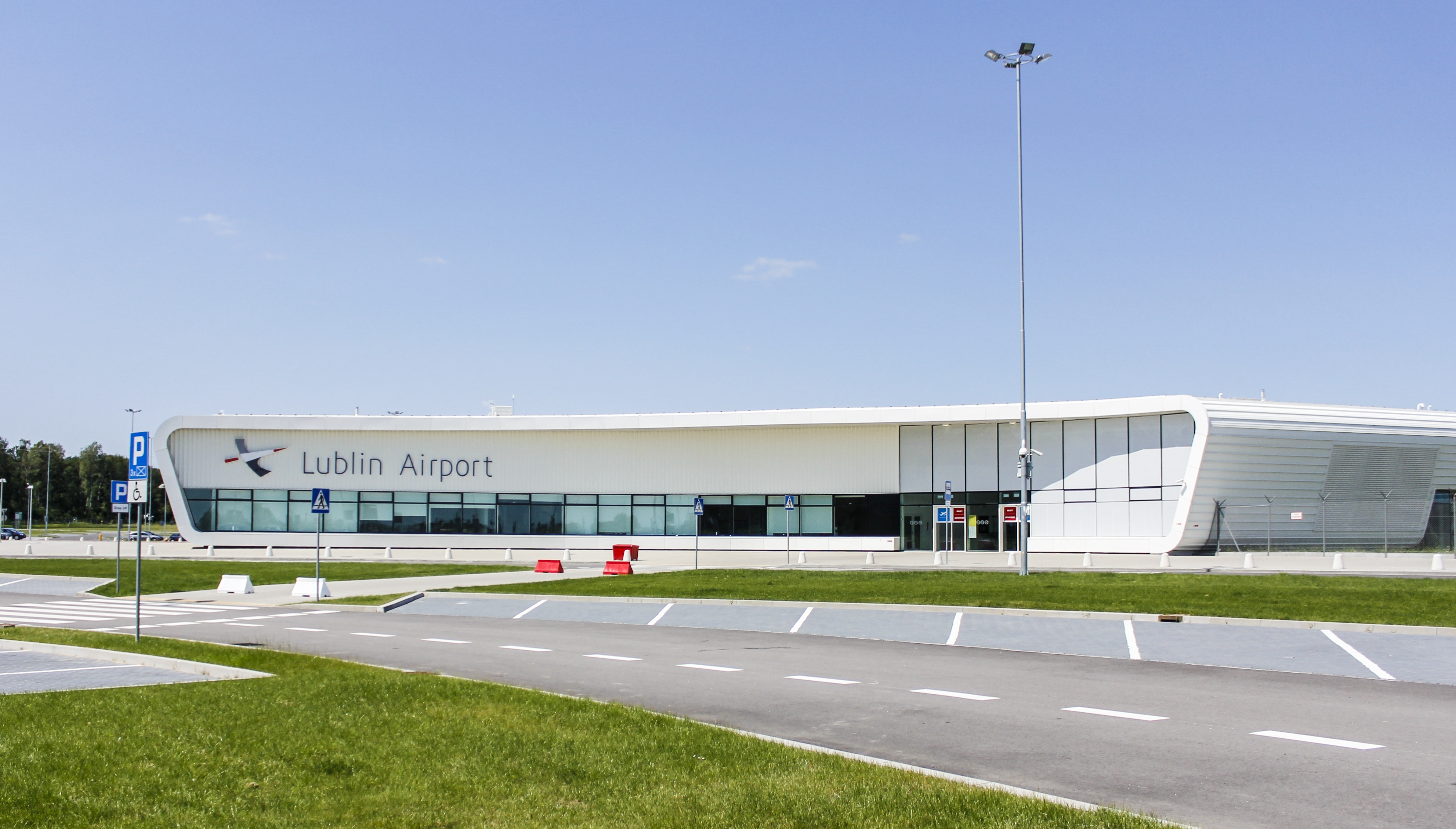
Lublin Airport